# الإنجازات الثقافية للفلبين قبل الاستعمار
الإنجازات الثقافية للفلبين قبل الاستعمار في المنجزات التي تشمل تلك التي تغطيها عصور ما قبل التاريخ والتاريخ المبكر (900م - 1521م) من سكان الأرخبيل الفلبين، والأسلاف الأصليين للشعب الفلبيني اليوم.

## الزراعة

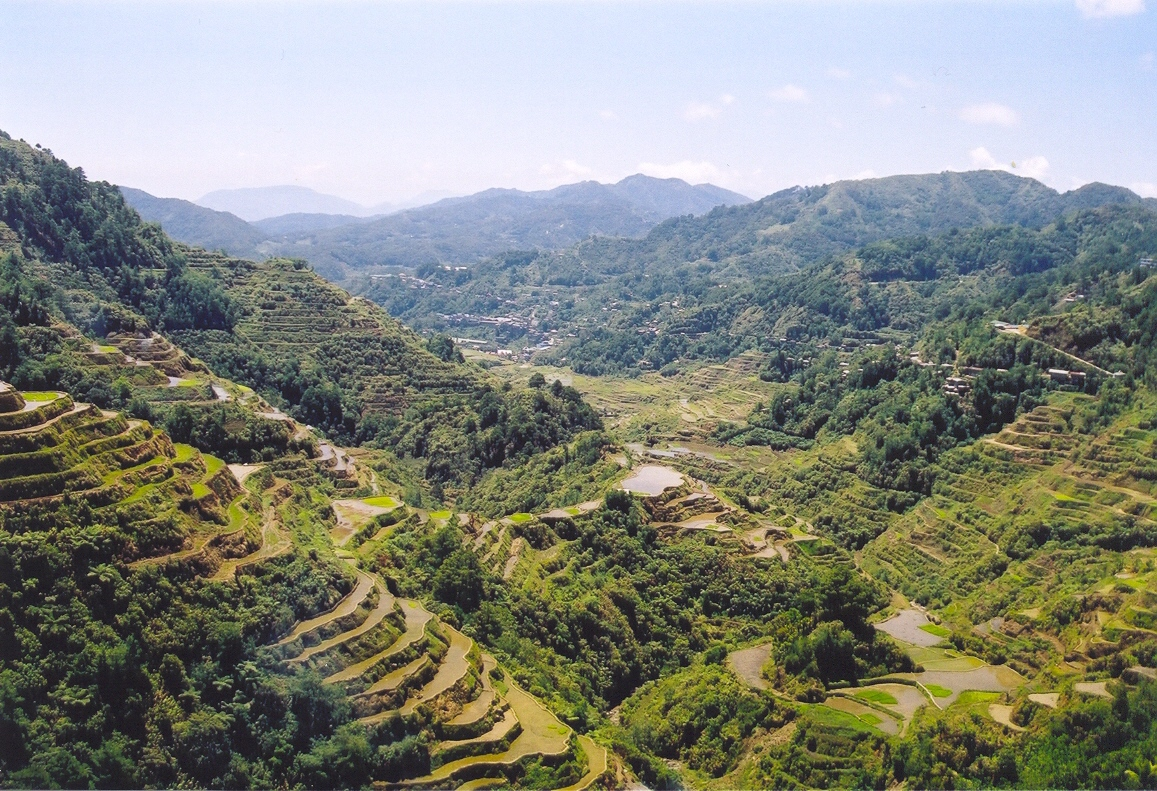
مصاطب أرز باناوي هو جزء من مدرجات الأرز في كورديليرس الفلبينية، وهي منشآت قديمة مترامية الأطراف من صنع الإنسان، وأصبحت موقع تراث عالمي.

كان الناس في ما يسمى الأرخبيل الفلبيني في وقت مبكر من ما هو عليه الآن مزارعين مهرة. أشار تقرير خلال فترة الحاكم ميغيل لوبيز دي ليجزبي إلى وفرة الأرز والطيور والنبيذ، فضلاً عن أعداد كبيرة من الكارابوس (نوع من أنواع الجواميس) والغزلان والخنازير البرية والماعز في لوزون. بالإضافة إلى ذلك كانت هناك كميات كبيرة من القطن والملابس الملونة والشمع والعسل، وكمية كبيرة من أشجار النخيل التي كان ينتجها الشعوب الأصلية.
في بيسايا وفقًا لتقرير آخر مبكر، كان الأرز والقطن والخنازير والدجاج والشمع والعسل وفيرًا. قيل أن ليتي كانت تنتج محصول أرز في السنة مرتين، وعلق المؤرخ بيدرو شيرينو على محاصيل الأرز والقطن الكبيرة التي كانت كافية لإطعام الناس وكسوتهم.
تم ممارسة تربية البط من قبل السكان الأصليين، ولا سيما تلك الحرفة التي كانت حول مدينتي باتيروس وتاغويغ. تشبه هذه الممارسة الطرق الصينية لاحتضان البيض الصناعي ومعرفة في كل مرحلة من مراحل حياة البط، وهذه الممارسة ما زالت تمارس حتى اليوم.
أقام إيفوغا في منطقة كورديليراس شبكات من الري والسدود والأعمال الهيدروليكية ومصاطب الأرز البانوية الشهيرة كجزء من الزراعة، وذلك في فترة تقدر بحوالي 1000 سنة قبل الميلاد.

## الأسلحة
صناعة المعادن والمدفعية وغيرها من الأعمال المعدنية تعتبر تقاليد صناعية في جميع أنحاء الفلبين القديمة. كان بامبانغا من ذوي المهارات في صنع الأسلحة، ويقال إن العديد من الأفراد الذين يحملون ألقاب فيراي وبيري ينحدرون من أعضاء نقابة الحدادين الذين اتبعوا تقاليد بانداي بيرا.
تستخدم الشعوب القديمة قربينة صغيرة أو المدافع المحمولة المصنوعة من البرونز. من ناحية أخرى كانت المدافع الأكبر حجماً مصنوعة من الحديد وكانت تشبه الكلفرين وتوفر قوة نيران أثقل. كان المدفع الحديدي في منزل راجح سليمان الثالث يبلغ طوله حوالي 17 قدمًا، وكان مصنوعًا من قوالب الطين والشمع.
كما تم تصنيع البنادق محليًا واستخدامها من قبل السكان الأصليين. من بين هذه البنادق الأصلية: البانتا، أو البندقية الدوارة، التي سمحت للمدفع بتعقب الهدف المتحرك بسرعة. بعض الأسلحة المستخدمة من قبل السكان الأصليين تعتبر أقل تقليدية، فعلى سبيل المثال كان أحد الأسلحة الأولية ما يسمى في العصر الحديث يويو ، حيث يعود إلى صاحبه بعد أن يصيب الخصم.
كانت السيوف جزءًا من الأسلحة المحلية. اشتملت صناعة السيوف على طقوس متقنة استندت بشكل رئيسي إلى العوائق الميمونة للكواكب. كما راج استخدام السيوف في الاحتفالات واقترن بالمعتقدات الروحية. لم يعد سكان الأراضي المنخفضة في لوزون يستخدمون الباراراو، في حين أن شعب مورو ورسامي جنوب الأرخبيل كانوا يواصلون تقليد صنع كامبيلان وكريس، وهما نوعان من أنواع السيوف المحلية.
بالإضافة إلى الأسلحة صنعت الشعوب القديمة دروعًا لاستخدامها في ساحة المعركة، وأقاموا حصونًا معزّزة تسمى كوتا أو مووغ لحماية مجتمعاتهم. كان لدى شعب مورو على وجه الخصوص دروع تغطي كامل الجسم من أعلى الرأس إلى أصابع القدم. القلاع المبنية من قبل شعب الإغوروتات مصنوعة من الجدران الحجرية التي يبلغ متوسط عرضها عدة أمتار وعرضها حوالي مرتين إلى ثلاثة أضعاف الارتفاع في حوالي عام 2000 ق.م.

## التعليم

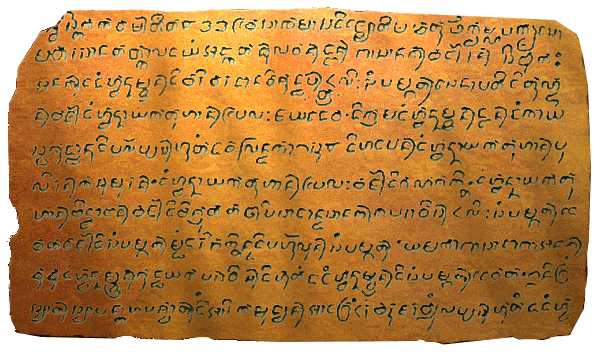
نَسْخُ لاجونا النحاسية (900م). وهي وثيقة نحاسية رقيقة بحجم أقل من 8 × 12 بوصة، تُظهر تأثيرات ثقافية هندوسية-مالاوية على الفلبين خلال القرن العاشر.

ابتكر الناس قبل عصور متقدمة من التاريخ نظامهم الخاص للكتابة وذلك في حوالي سنة 300 قبل الميلاد، اشتقت هذه الكتابة من كتابات العائلة البراهمية التي وجدت في مخطوطات الهند القديمة. أصبح بايباين الأبجدية الأكثر انتشارًا من النصوص المنتشرة إلى القرن الحادي عشر الميلادي.
أشار المؤرخون الأوائل الذين جاءوا خلال الحملات الإسبانية الأولى إلى الجزر، إلى إجادة بعض السكان الأصليين خاصةً الزعماء والملوك المحليين اللغة السنسكريتية والجاوية القديمة والماليزية القديمة وعدة لغات أخرى.

## الفخار
كان لدى شعب الفلبين القديم تقليد غني عن الفخار، كما تم التحقق منه من خلال المكتشفات في كهف أيوب في جنوب كوتاباتو وأجزاء أخرى من الجزر. ذكرت النصوص اليابانية رحلات تجارية إلى جزيرة روسون (الآن لوزون) ونامبان وذلك لشراء الفخار الفلبيني ذو القيمة العالية في المنطقة. النصوص اليابانية كانت محددة جدا حول هذه الجرار التي كانت تشترى من لوزون. على سبيل المثال أشارت كتابات توكيكو اليابانية إلى جرار روسون وفخار نامبان باسم (باليابانية: Ru-sun tsukuru) أو (Lu-sung ch'i) باللغة الصينية، والتي تعني ببساطة "صنعت في لوزون. جرار وفخار روسون كانت تحمل علامة العجلة، وقيل أنها أغلى من الذهب بسبب قدرتها على العمل كأسطوانات الشاي وتعزيز عملية التخمير.

## التعدين والمجوهرات
بدأ التعدين في الفلبين قبل حوالي عام 1000 قبل الميلاد. عمل الفلبينيون الأوائل في مناجم مختلفة تحتوي على الذهب والفضة والنحاس والحديد. تم تسليم الجواهر والسبائك الذهبية وسلاسل كالومبيجاس وأقراط الفضة من سلف إلى سلف ومن جيل إلى جيل. كما تم استخدام هذه المعادن في صناعة مقابض خنجر من الذهب، وفي الأطباق الذهبية، وطلاء الأسنان، والحلي الذهبية الضخمة. في عناصر تانتريك في لازلو ليجزا في الفن الذهبي للفلبين قبل العهد الهسباني، ذُكر أن المجوهرات الذهبية من أصل فليبيني وجدت في مصر القديمة. وفقًا لأنطونيو بيغافيتا كان شعب ميندورو ماهرًا في مزج الذهب مع المعادن الأخرى، مما أعطاه مظهرًا طبيعيًا غالبًا ما خدع حتى صائغي الفضة المهرة. كما عرف السكان الأصليون بالمجوهرات المصنوعة من الأحجار الكريمة الأخرى مثل العقيق واللؤلؤ. بعض الأمثلة البارزة من المجوهرات الفلبينية شملت القلائد والأحزمة الموضوعة حول الخصر.